# 倫敦橋恐怖體驗

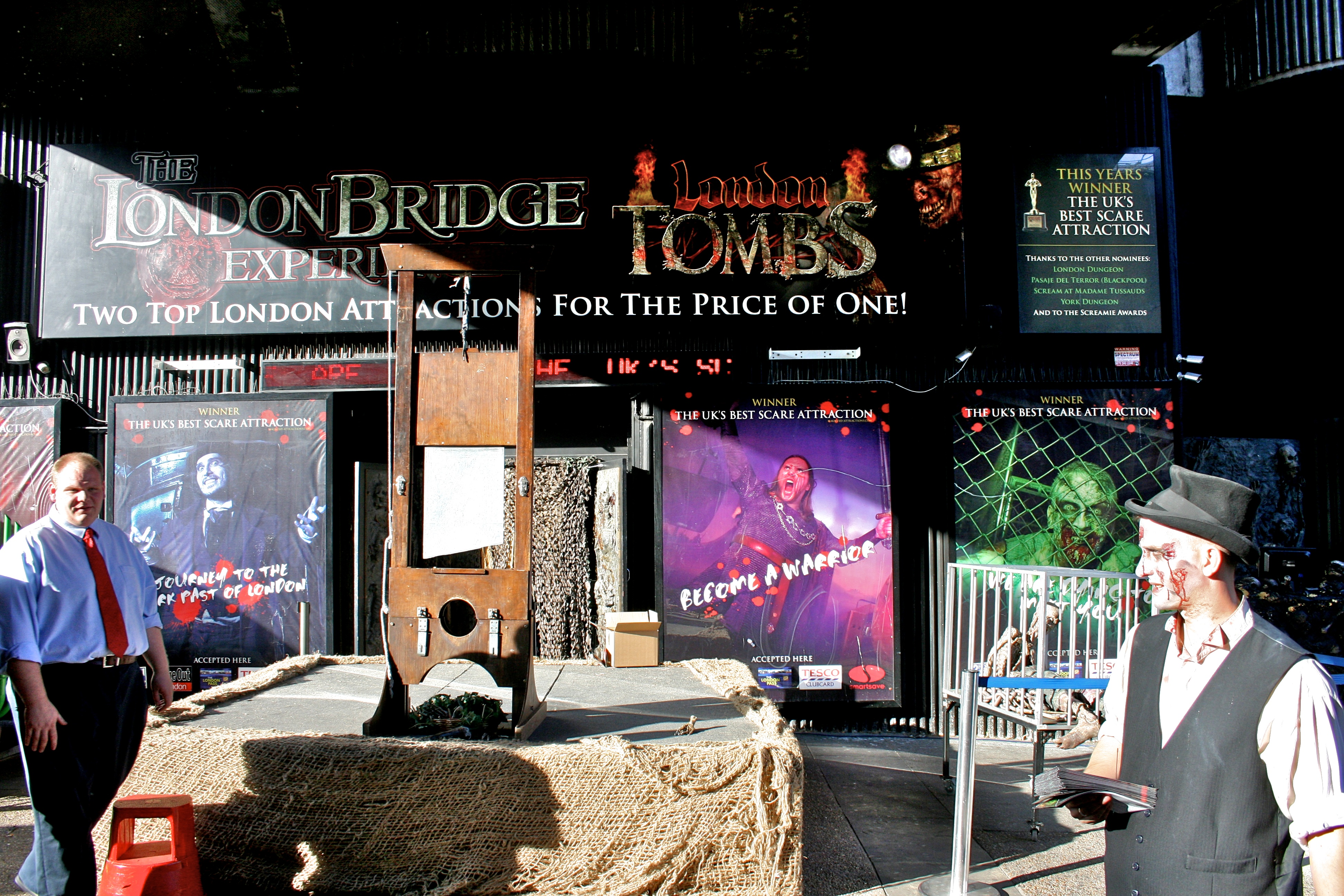
倫敦橋恐怖體驗/倫敦陵墓

倫敦橋恐怖體驗 是位於英格兰伦敦薩瑟克泰晤士河南岸的一處旅遊景點。遊客在演員的帶領下，參觀了倫敦歷史上的各個時刻，包括布狄卡與古羅馬人的戰鬥以及倫敦大火。

## 概觀
該景點位於伦敦桥南橋台下方拱頂的Tooley 街上，緊鄰倫敦橋站，最初的競爭對手是倫敦地牢，但後來倫敦地牢遷移至靠近倫敦眼的地方。它的對面就是碎片大厦。倫敦橋恐怖體驗於2008年2月22日開放，開發成本約為2,000,000英鎊。

英国广播公司（BBC）於2007年10月31日開放之前，曾報導說，地下墓穴中出土的一批骨骸讓建造工人們非常害怕，他們拒絕單獨工作。

遊客在導遊的陪同下參觀倫敦歷史上的最 "黑暗" 的時光，包括布狄卡與古羅馬人的戰鬥，倫敦大火以及與中世紀維京人的遭遇。

它展示了該地點上所有橋樑的歷史：古羅馬人建造的第一座軍事風格浮橋，Peter of Colechurch 建造的第一座石橋，John Rennie 建造的維多利亞式橋（現已移至美國亞利桑那州的Havasu湖），以及現存的現代化橋樑，該橋由伊丽莎白二世於1971年開放。
2012年，"倫敦橋恐怖體驗"引入了"語音導覽"，因此外國遊客可以收聽德語、西班牙語、義大利語、波蘭語及法語的演出。

## 倫敦橋恐怖體驗
倫敦橋恐怖體驗之旅是景點的第一部分，為遊客提供穿越倫敦橋的黑暗歷史，並且與從羅馬時期到現代的各式各樣人物相遇，旅程包括開膛手傑克、威廉·華萊士、蓋伊·福克斯、約翰·雷尼爵士等等的故事。

## 倫敦陵墓
門票費用包含另一個子景點 "倫敦陵墓"。
 這是在舊的瘟疫墳坑的遺跡中建造的恐怖景點。 此景點是可自由選擇是否要體驗的，僅適合 11 歲以上的兒童。
年幼的遊客可以要求體驗兒童友善的 "守護天使之旅" 。

## 恐懼症表演
倫敦橋恐怖體驗也是"恐懼症表演"的起源地。"恐懼症表演"是一齣万圣夜的表演，每年的10 月份都會舉辦。
"恐懼症表演"有兩個部分，一個是在白天的普級家庭友好型萬聖節表演，另一個是僅限成人的夜晚表演。夜晚的表演具有獨特而又不同的主題，其中包括過去的倫敦鄉巴佬、小丑、怪胎、活人偶、腹語術人偶、巫毒角色、蛇、蜘蛛以及許多其他角色和主題。

## 獎項
倫敦陵墓後來獲得了Screamie獎，並且在2009-2019年期間成為英國年度最佳驚心動魄景點。
 
倫敦橋恐怖體驗已被團體旅行組織提名為 "團體旅行參觀的最佳景點"的決賽入圍者。其他入圍名單包括：白金汉宫，倫敦眼，圣保罗座堂和 威斯敏斯特宫。

## 外部連結
- 倫敦橋恐怖體驗與倫敦陵墓官方網站 （页面存档备份，存于）
- 倫敦橋恐怖體驗和倫敦陵墓的官方完整評論 （页面存档备份，存于）
- 英国广播公司 BBC 新聞 – 發現骸骨 （页面存档备份，存于）
- ,   [2020-06-22], （原始内容存档于2017-06-27）
- ,   [2020-06-22], （原始内容存档于2020-10-30）
- ,   [2020-06-22], （原始内容存档于2020-11-05）
- ,   [2020-12-18], （原始内容存档于2020-10-23）

51°30′23″N 0°05′17″W / 51.5065°N 0.0881°W
...